# 호프만의 이야기

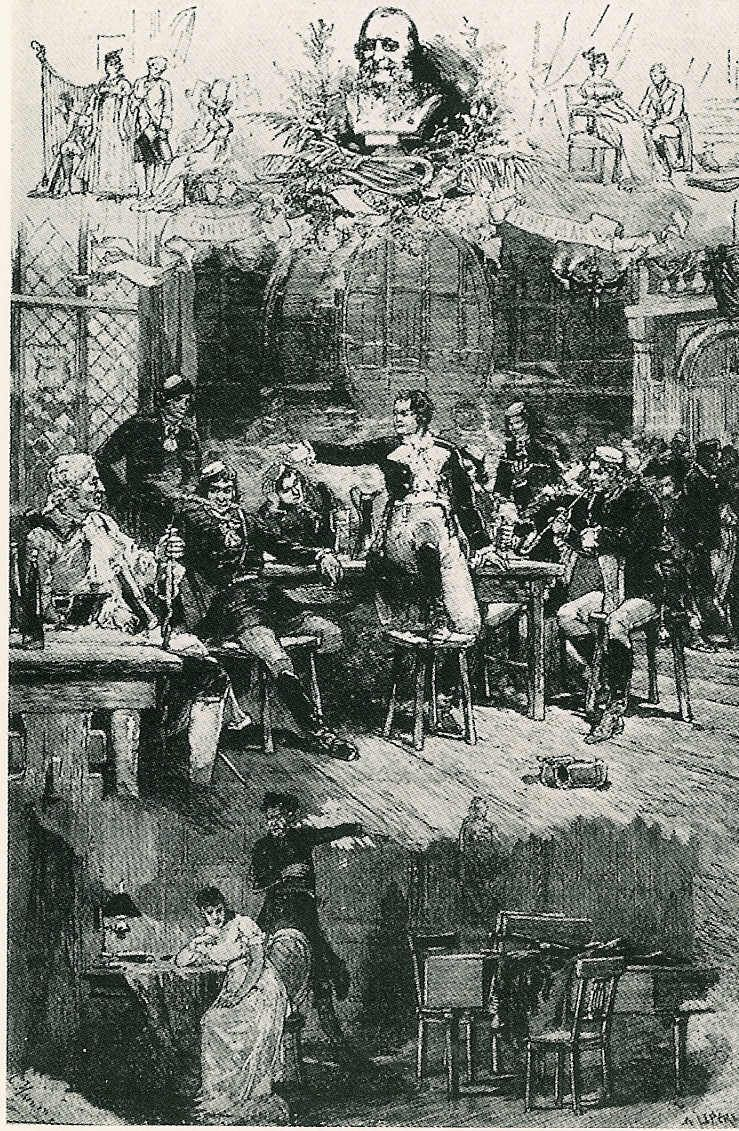

호프만의 이야기(프랑스어: Les contes d'Hoffmann)는 자크 오펜바흐가 작곡한 오페라로, 프롤로그와 에필로그를 가지는 3막의 오페라이다. E. T. A. 호프만의 세가지 짧은 단편 소설 - 《모래 사나이》, 《Rath Krespel》, 《Das verlorene Spiegelbild》 - 을 기초로 쥘 바르비에와 미셀 카레가 프랑스어 대본은 작성하였다. 1881년 2월 10일 파리의 오페라 코미크에서 초연되었다.

## 등장 인물
- 호프만 - 시인, 테너
- 니클라우스 - 그의 친구로 변장한 시의 여신, 메조 소프라노
- 올림피아 - 인형, 소프라노
- 안토니아 - 병든 소녀, 프리마돈나, 소프라노
- 줄리에타 - 창녀, 소프라노
- 코펠리우스 - 변장한 악마 바리톤
- 다페르투토
- 미라클 박사
- 슈레밀 - 줄리에타의 연인, 베이스
- 피티치나초 - 테너
- 크레스펠 - 안토니아의 아버지, 베이스
- 스팔란차니 - 발명가, 테너
- 스텔라 - 호프만의 연인, 묵역
- 프란츠 - 크레스펠의 하인, 테너
- 시의 여신들

## 줄거리
- 19세기초 유럽으로 특히 독일과 이탈리아

### 프롤로그
- 뉘른베르크의 한 선술집

### 1막
- 이탈리아의 발명가인 스팔란차니의 저택에 있는 무도회장

### 2막
- 베네치아의 거대한 운하 위의 궁전에 위치한 망

### 3막
- 뮌헨에 있는 안토니아의 집

### 에필로그
- 뉘렌베르크의 선술집

## 유명한 아리아
- 비둘기는 날아갔네 Elle a fui, la tourterelle (소프라노)
- 빛나는 다이아몬드 Scintille diamant (베이스)